# Arotrophora chionaula
Arotrophora chionaula là một loài bướm đêm thuộc họ Tortricidae. Nó được tìm thấy ở Úc.